# Championnat de Gambie de football 2020-2021
Navigation
Édition précédente Édition suivante
La saison 2020-2021 du Championnat de Gambie de football est la cinquante-troisième édition de la GFA League First Division, le championnat national de première division en Gambie. Les quatorze équipes engagées sont regroupées au sein d'une poule unique où elles affrontent deux fois leurs adversaires, à domicile et à l'extérieur. En fin de saison, les deux derniers du classement sont relégués et remplacés par les deux meilleurs clubs de deuxième division.

## Déroulement de la saison
La précédente saison est arrêtée à cause de la pandémie de Covid-19 en mai 2021. Comme il n'y a pas eu de promotion ni de relégation, ce sont les mêmes équipes qui disputent ce championnat. La date de reprise est repoussée en janvier 2021.

## Participants
- Banjul United
- Real de Banjul
- Marimoo FC
- Hawks FC
- Tallinding United
- Brikama United
- Armed Forces FC
- Fortune FC
- Gambia Ports Authority
- Gamtel FC
- Wallidan FC
- BK Milan FC
- Waa Banjul FC
- Elite United

## Compétition

### Classement
Le classement est établi sur le barème de points suivant : victoire à 3 points, match nul à 1, défaite à 0.
| Rang | Équipe                 | Pts | J  | G  | N  | P  | Bp | Bc | Diff |
| ---- | ---------------------- | --- | -- | -- | -- | -- | -- | -- | ---- |
| 1    | Fortune FC             | 47  | 26 | 12 | 11 | 3  | 25 | 13 | +12  |
| 2    | Elite United           | 42  | 26 | 10 | 12 | 4  | 33 | 23 | +10  |
| 3    | Real de Banjul         | 42  | 26 | 11 | 9  | 6  | 25 | 19 | +6   |
| 4    | Wallidan FC            | 41  | 26 | 10 | 11 | 5  | 36 | 27 | +9   |
| 5    | Waa Banjul FC          | 38  | 26 | 9  | 11 | 6  | 14 | 11 | +3   |
| 6    | Gambia Ports Authority | 36  | 26 | 8  | 12 | 6  | 34 | 24 | +10  |
| 7    | Armed Forces FC        | 34  | 26 | 9  | 7  | 10 | 36 | 40 | -4   |
| 8    | Brikama United T       | 33  | 26 | 8  | 9  | 9  | 30 | 31 | -1   |
| 9    | Marimoo FC             | 31  | 26 | 8  | 7  | 11 | 25 | 28 | -3   |
| 10   | Gamtel FC              | 31  | 26 | 8  | 7  | 11 | 23 | 29 | -6   |
| 11   | Banjul United          | 28  | 26 | 5  | 13 | 8  | 16 | 23 | -7   |
| 12   | Hawks FC               | 26  | 26 | 5  | 11 | 10 | 25 | 29 | -4   |
| 13   | BK Milan FC            | 26  | 26 | 6  | 8  | 12 | 21 | 32 | -11  |
| 14   | Tallinding United      | 21  | 26 | 3  | 12 | 11 | 16 | 29 | -13  |

|  | Qualification pour la Ligue des champions de la CAF 2021-2022                          |
|  | Qualification pour la Coupe de la confédération 2021-2022                              |
|  | Relégation directe en deuxième division                                                |
|  | T : Tenant du titre C : Vainqueur de la Coupe de Gambie P : Promu de deuxième division |

## Bilan de la saison
| Championnat de Gambie de football 2020-2021 |                        |
| Champion                                    | Fortune FC (1er titre) |
| Coupes et trophées                          |                        |
| Vainqueur de la Coupe de Gambie 2020-2021   | non disputée           |
| Qualifications continentales                |                        |
| Ligue des champions de la CAF 2021-2022     | Fortune FC             |
| Coupe de la confédération 2021-2022         | aucun                  |
| Promotions et relégations                   |                        |
| Promus en First Division                    | Falcons FC             |
| Promus en First Division                    | Samger Kanifing        |
| Promus en First Division                    | Team Rhino Manjai      |
| Promus en First Division                    | Steve Biko             |
| Relégués en Second Division                 | BK Milan FC            |
| Relégués en Second Division                 | Tallinding United      |